# West Coast Resurrection
Albums de The Game
The Documentary
(2005) Untold Story: Volume II
(2005)
West Coast Resurrection est le deuxième album indépendant de The Game, mais le premier publié en Europe, sorti le 29 mars 2005.
L'album s'est classé 2e au Top Independent Albums, 24e au Top R&B/Hip-Hop Albums et 53e au Billboard 200.

## Liste des titres
| No  | Titre                                                  | Durée |
| --- | ------------------------------------------------------ | ----- |
| 1.  | Intro (featuring JT The Bigga Figga)                   | 1:16  |
| 2.  | The Streetz of Compton (featuring JT The Bigga Figga)  | 4:41  |
| 3.  | Blacksox (featuring JT The Bigga Figga et Blue Chip)   | 3:59  |
| 4.  | Krush Groove (featuring JT The Bigga Figga et Get Low) | 3:24  |
| 5.  | Troublesome                                            | 4:39  |
| 6.  | Rookie Card (featuring JT The Bigga Figga)             | 2:22  |
| 7.  | Promised Land                                          | 4:16  |
| 8.  | Gutta Boyz (featuring Sean T)                          | 3:37  |
| 9.  | Put It in the Air (featuring Sky)                      | 3:40  |
| 10. | Desperados (featuring JT The Bigga Figga)              | 4:22  |
| 11. | 100 Bars and Gunnin                                    | 1:14  |
| 12. | Work Hard (featuring JT The Bigga Figga et Get Low)    | 4:07  |
| 13. | Untold Story (featuring JT The Bigga Figga)            | 2:56  |
| 14. | Outro (featuring JT The Bigga Figga)                   | 2:48  |